# 発がんプロモーション
多段階発がん説において、発がんプロモーション（はつがんプロモーション、英: tumor promotion）または発がん促進は、様々な因子がイニシエーションを受けた単一の細胞の子孫の生存および増殖、すなわちアポトーシスに抵抗しクローン性増殖を遂げるための発がん過程の一つである。この過程は発がんプログレッションへの一歩である。
腫瘍細胞が生存するためには、p53やBRCA1、BRCA2、RB1、fas受容体といったがん抑制遺伝子の発現を低下させなければならない。がん抑制遺伝子は、DNA損傷や倍数化、無制御の細胞成長が起こった際にがん細胞においてアポトーシス経路を始動させる。
同時に、腫瘍細胞は、RasやMAPKK、VEGF、Aktといった下流の成長因子や細胞生存シグナルの活性化を促進あるいは引き起こすがん遺伝子の発現上昇を必要とする。